# Juda Tadej
Juda Tadej, eden od dvanajstih Jezusovih apostolov, * neznano; † 65, domnevno Perzija.
Identiteta apostola Jude Tadeja je precej skrivnostna. V Matejevem in Markovem evangeliju je naštet med apostoli Tadej, ki se v nekaterih izdajah (med drugim v Dalmatinovi Bibliji) imenuje tudi »Lebej z vzdevkom Tadej«. V Lukovem evangeliju (Lk 6,16) pa nastopa v seznamu apostolov na istem mestu »Juda Jakobov« (iz izvirnika se ne vidi ali to pomeni »Juda, Jakobov sin«, ali »Juda, Jakobov brat«, prevajalci običajno pišejo Jakobov sin). Ne vemo, ali gre res za isto osebo, domnevno pa gre za človeka, ki mu je bilo ime Juda, bolj znan pa je bil po vzdevku Tadej ali tudi Lebej.

## Ime
Ime Juda (hebrejsko יהודה, latinizirano: Yəhûḏāh, Juda) je bilo namreč med Judi zelo pogosto. Zaradi možnosti zamenjave so take ljudi pogosto klicali po vzdevkih - prvi Juda med 12 apostoli je imel vzdevek »Tadej«, drugi Juda pa je imel vzdevek »Iškarijot«. Po nekaterih virih se je imenoval Juda tudi apostol Tomaž (Tomaž je vzdevek in pomeni Dvojček). Juda je bil tudi eden od Jezusovih bratov (glej Jezus Kristus - Jezusov življenjepis). Nekateri domnevajo, da je to ista oseba kot Juda Tadej (Juda Jakobov bi v tem primeru lahko razumeli kot »Juda, brat Jakoba Pravičnega«), vendar to mnenje ni splošno sprejeto.

## Življenjepis
Avtor novozaveznega Judovega pisma se predstavi kot »Juda, služabnik Jezusa Kristusa, Jakobov brat«. Domnevno je to ista oseba kot apostol Juda Tadej.
Po Jezusovi smrti je apostol Juda Tadej oznanjal evangelij po Judeji, Samariji, Siriji, Mezopotamiji in drugod po bližnjem Vzhodu. Po legendi naj bi prišel tudi v Edeso, kjer je kralju Abgarju zaupal v varstvo sveti Mandilion - prt z Jezusovo podobo, ki je ni narisala človeška roka (nekateri ta prt enačijo s Torinskim prtom). Nekateri zgodovinarji trdijo, da to ni bil apostol Juda Tadej, pač pa neki drug Tadej, ki je živel precej pozneje.
Druga legenda poroča, da je Juda Tadej skupaj z apostolom Jernejem prinesel krščanstvo tudi v Armenijo in ustanovil Armensko apostolsko Cerkev. Spomin na to je starodavni samostan svetega Tadeja (armensko Սուրբ Թադե, latinizirano: Sourb Thade), ki stoji na skrajnem severozahodu Irana. Pozneje se mu je pridružil še apostol Simon Gorečnik. Okoli leta 65 sta pretrpela mučeniško smrt. 
Apostol Juda Tadej goduje 28. oktobra po katoliškem in 19. junija po pravoslavnem koledarju.